# Vedran Huđ
Vedran Huđ (Varaždin, 26. lipnja 1990.), hrvatski reprezentativni rukometaš
Igrao u Varaždinu odnosno Varteksu, i u Ivancu, članu Prve B lige.  2011. zaigrao je za mađarski Veszprém. 2014. – 2017. igra za GRK Varaždin 1930.
S mladom reprezentacijom 2009. osvojio je zlato na svjetskom prvenstvu, na kojem je proglašen za najboljeg srednjeg vanjskog igrača.  Hrvatska mlada reprezentacija za taj uspjeh dobila je Nagradu Dražen Petrović.